# Bataille de Wissembourg (décembre 1793)
Pour les articles homonymes, voir Bataille de Wissembourg.
Ne doit pas être confondu avec Bataille de Wissembourg (octobre 1793).
Première Coalition
Batailles
La bataille de Wissembourg se déroule du 26 au 29 décembre 1793 et oppose une armée française sous le commandement du général Lazare Hoche aux armées de la Première Coalition.
Cette bataille est également connue sous le nom de deuxième bataille de Wissembourg (pour l'année 1793) ou de bataille du Geisberg (du nom du plateau du Geisberg, à proximité immédiate de Wissembourg, sur lequel les coalisés ont pris position).

## Les prémices
À la suite de la victoire de l'armée de la Moselle à la bataille de Wœrth-Frœschwiller le 22 décembre, le général Hoche obtient le 25 décembre à Soultz-sous-Forêts le commandement des armées du Rhin et de la Moselle au détriment de Jean-Charles Pichegru.
Dès le lendemain, le 26 décembre, les coalisés aux ordres de Dagobert Sigmund von Wurmser et de Charles-Guillaume-Ferdinand de Brunswick se regroupent et décident de repasser la Lauter. Une bataille de rencontre, imprévue et spectaculaire, se prépare. Hoche a en effet également prévu de faire mouvement vers le nord, vers Wissembourg. Il peut cette fois-ci prendre l’offensive, car il a le bénéfice de la surprise, bien informé par son service de renseignement, alors que les Austro-Prussiens marchent à l’aveuglette.

## Forces en présence

### Armée alliée
L'armée alliée, sous le commandement des généraux Wurmser, Brunswick, Rüchel et du bavarois Minucci (de) est forte de 35 000 à 38 000 hommes.

### Armée française
L'armée française, sous le commandement des généraux Hoche et Pichegru est forte de 35 000 soldats.

## La bataille
Le 27 décembre, Wurmser envoie sa gauche vers Rott. Son centre se dirige vers Wissembourg. Et son aile droite prend position sur Oberlauterbach. Quant aux Prussiens, ils occupent le défilé de Bobenthal avec leurs canons. Hoche envoie Louis Charles Antoine Desaix sur Lauterbourg, Claude Ignace François Michaud sur Schleithal et Ferino, et Alexandre Camille Taponnier et Hatry au centre à l’attaque de Wissembourg. Il fait marcher sa gauche sur Bobenthal via Lembach. Pour faire diversion, il demande au général Moreaux de foncer sur Kaiserslautern.
Le 28 décembre au soir, veille de la bataille, Hoche écrit une lettre à Le Veneur de Tillières dans laquelle il indique qu’il est sûr de sa victoire : « Landau sera libre ».
Au matin du 29 décembre, l’avant-garde autrichienne abandonne d’excellentes positions sur le plateau du Geisberg situé sur les hauteurs de Wissembourg pour traverser la Lauter et se porter aux avants des Français. Aussitôt alerté, Hoche lance Ferino et Hautry qui repoussent des hommes surpris qui se rejettent dans la Lauter appuyés par une artillerie de sept pièces posées à la hâte. Incapables de se ressaisir, les fantassins se replient dans la ville où Ferino s’apprête à les poursuivre. Informé de la tournure des événements, Saint-Just pousse Pichegru à profiter de ce succès pour prendre Haguenau. Brunswick, positionné au col du Pigeonnier, envoie ses troupes prendre les Français à revers. Mais Hautry accourt immédiatement à la rescousse de Ferino et le dégage au cri devenu traditionnel de « Landau ou la mort».
Entre autres faits d’armes, l'adjudant-général François Vernier, prend le château du Geisberg avec une simple section. Le lendemain, 30 décembre, Desaix parachève la victoire en prenant Lauterbourg, abandonnée par les Prussiens qui ont négligé de vider les magasins de vivres et de munitions.

## Les conséquences
Au soir, les Autrichiens et les émigrés de Condé font retraite vers Germersheim où ils passent le Rhin. Brunswick se replie vers Mayence en rendant Wurmser responsable de la débâcle. Le siège de Landau est levé. Du haut des remparts où flotte toujours le drapeau tricolore, les habitants et leurs défenseurs voient s’enfuir les tuniques blanches houspillées par l’avant-garde de Hoche qui, Wissembourg passé, avait fait tirer le canon pour annoncer l’arrivée des Républicains aux assiégés. Landau est débloqué !
Cette victoire permet de dégager toute l'Alsace. De plus elle brouille définitivement les Autrichiens et les Prussiens qui se rejettent mutuellement la responsabilité de la défaite.
Le nom de cette bataille est gravé sur le pilier nord de l'Arc de triomphe de l'Étoile.